# WPサスペンション

企業ロゴ

WPサスペンション（WP Suspension）は、1977年にオランダで創業され、現在はオーストリアに本社を持つ部品メーカー。現在はKTMと同じグループ企業で、主に二輪車やATV・スノーモービルなどのアフターマーケット用高性能ショックアブソーバーユニット、スプリング、ステアリングダンパーの開発・製造を行なっている。

## 略歴

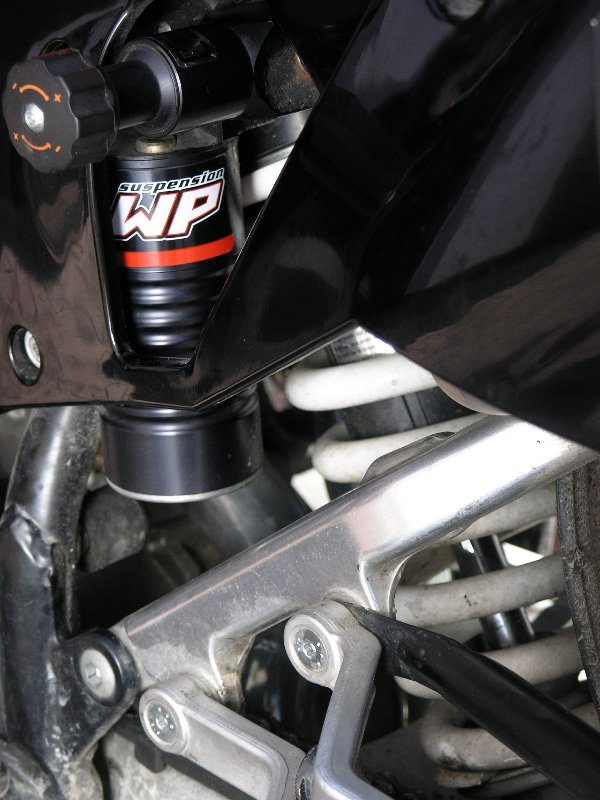
製品例

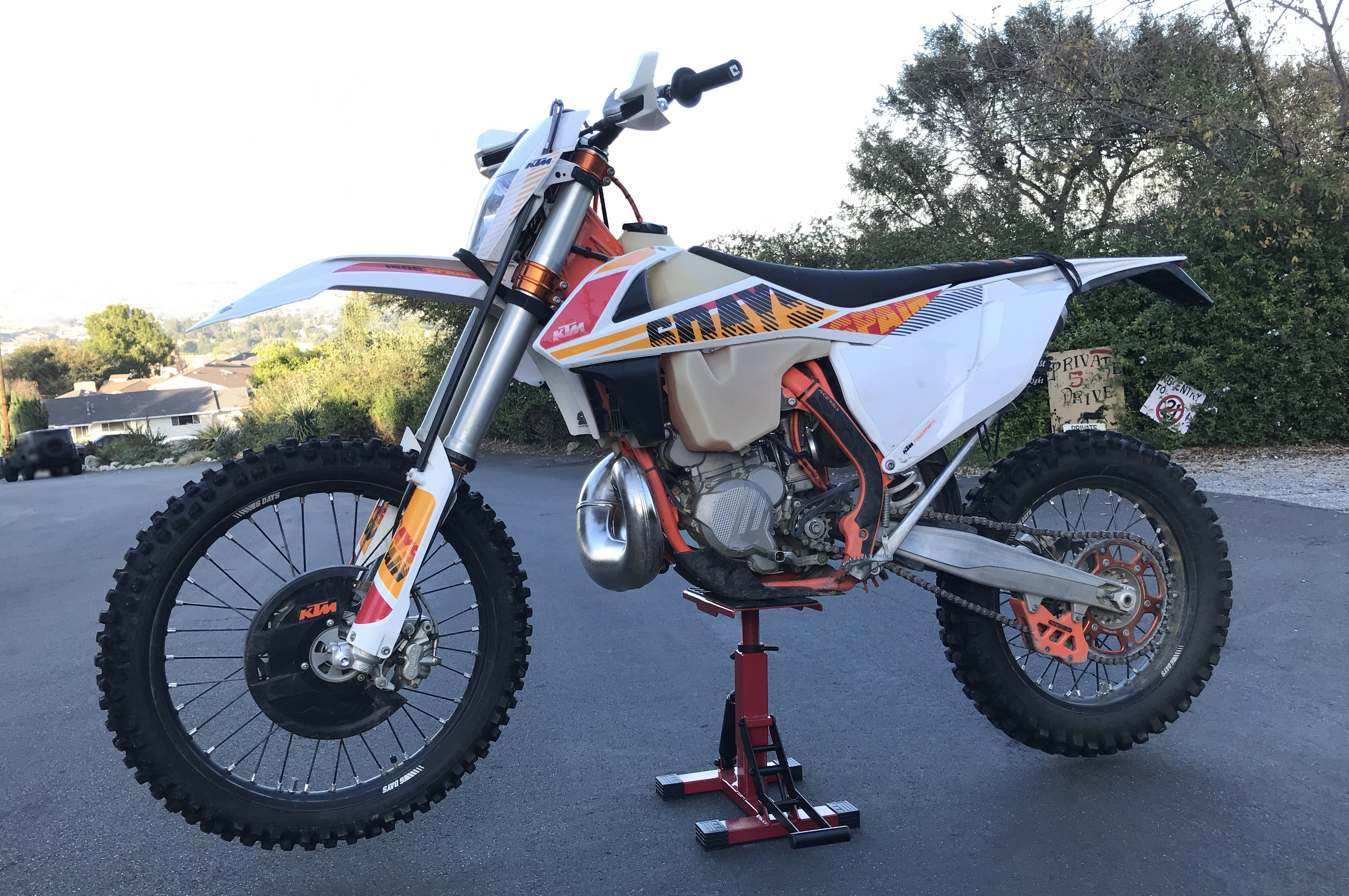
WPサスペンションを装着したKTMのオフロードバイク

1970年代に活躍したオランダ人モトクロスライダーのウィリアム・ピータースが怪我をした際、完治までの15か月間に最適なサスペンションを模索した末、独自開発をしようと思い至ったのが創立のきっかけである。
1983年にオーストリアのオートバイメーカーであるKTMのサプライヤーとなり、同国人のハインツ・キニガードナーがモトクロス世界選手権を制覇する原動力となり、一気に名声を高めた。
かつてはスプリングの白いペイントに由来する「ホワイトパワー」（White Power ）のブランド名で知られていたが、黒人差別問題の意識の高まりからこの名称に批判が向けられるようになり、1991年以降はその社名・ブランドは使用されていない。KTMとの資本関係は年々深まり、1999年に傘下入りした（現在は傘下ではなく同じグループ企業）。
KTM以外にも、BMWモトラッドやハスクバーナ（BMW→KTM）などの二輪車メーカーにフロントフォーク、ショックアブソーバーユニットなどをOEM供給している。開発の一環としてMotoGP、モトクロス世界選手権、ダカール・ラリーなどメジャーなレースに積極的に参加し、数々の世界タイトルを獲得している。バレンティーノ・ロッシも125ccクラスでWPを用いて世界タイトルを獲得した。
1994年からFIA F1世界選手権にも参戦、ミハエル・シューマッハを擁するベネトン・フォーミュラと独占契約を結び、初年度から2年連続でチャンピオンの栄冠に輝いている。
日本へは株式会社エムシーインターナショナルが正規代理店として輸入販売を行う。